# Christer Sundqvist
Anders Christer Sundqvist, född 4 december 1943 i Göteborgs Vasa församling, Göteborg, död 15 juli 2009 i Sävedalens församling, Partille, Västra Götalands län
, var en svensk botaniker. Han disputerade 1972 vid Göteborgs universitet där han 1983 blev professor i fysiologisk botanik.
Sundqvists forskning var i hög grad inriktad på bildningen av klorofyll, det växtpigment som omvandlar solenergi till kemisk energi. Han forskade också kring ett annat växtpigment, fytokrom, som fångar upp solljus och styr blomningen.
Sundqvist valdes 1995 in som ledamot av Kungliga Vetenskapsakademin. Han var också ledamot av Vetenskaps- och Vitterhetssamhället i Göteborg samt av Fysiografiska sällskapet i Lund.